# Mashū Maru
Die Mashū Maru (japanisch 摩周丸) ist eine 1965 in Dienst gestellte Eisenbahnfähre der Japanischen Staatsbahn (JNR). Sie stand über 20 Jahre lang auf der Strecke von Aomori nach Hakodate im Einsatz und wurde im März 1988 ausgemustert. Seit April 1991 liegt die Mashū Maru als Museumsschiff in Hakodate.

## Geschichte
Die Mashū Maru wurde am 2. Dezember 1964 in der Werft von Mitsubishi Heavy Industries in Kōbe auf Kiel gelegt und lief am 18. März 1965 vom Stapel. Am 15. Juni 1965 konnte das Schiff an die Japanische Staatsbahn abgeliefert werden, die Indienststellung erfolgte am 30. Juni im Fährbetrieb zwischen Aomori und Hakodate. Die Mashū Maru hatte sechs Schwesterschiffe, die zwischen 1964 und 1966 fertiggestellt wurden: Die Tsuruga Maru (1964), Matsumae Maru (1964), Hakkōda Maru (1964), Taisetsu Maru (1965), Mashū Maru (1965), Yōtei Maru (1965) und Towada Maru (1967). Die Hakkōda Maru ist seit 1990 ebenfalls museal erhalten und liegt heute in Aomori.
Nach der Fertigstellung des Seikan-Tunnels wurde die Fährverbindung von Aomori nach Hakodate am 13. März 1988 eingestellt und die Mashū Maru am selben Tag ausgemustert. Nach dem Verkauf der Fähre im Juli 1989 und anschließenden Umbauarbeiten wurde sie im April 1991 als Museumsschiff im Hafen von Hakodate und Teil eines als Hakodate Seaport Plaza bezeichneten Hafengebiets eröffnet. 2003 und 2020 verließ das Schiff für Renovierungs- und Trockendockarbeiten seinen Liegeplatz kurzzeitig. Das Museum ist bis auf den Zeitraum vom 31. Dezember bis zum 3. Januar sowie bei Renovierungsarbeiten ganzjährig jeden Tag geöffnet.